# Визит к морю
Визит к морю (англ. A Visit to the Seaside, 1908) — первый успешный цветной кинофильм, снятый с использованием двухцветного процесса Kinemacolor. Это 8-минутный короткометражный фильм режиссёра Джорджа Альберта Смита из Брайтона, показывающий людей, занятых повседневной деятельностью. Фильм имеет высокую историческую ценность. Kinemacolor позже повлиял и был заменён Technicolor, который использовался с 1916 по 1952 год.

## Сюжет
Фильм показывает набережную в Брайтоне.